# Balnica
Balnica was een plaats in het Poolse district Sanocki, woiwodschap Subkarpaten. De plaats maakte deel uit van de gemeente Komańcza en telt 0 inwoners.

## Verkeer en vervoer
- Station Balnica